# リモート繋いだら、偉人のプレゼンいきなり始まった。
『リモート繋いだら、偉人のプレゼンいきなり始まった。』は、フジテレビの関東ローカル「Tナイト」枠で毎週火曜日に全6回にわたり放送された教養バラエティ番組。第39回 「ATP賞」テレビグランプリ 情報・バラエティ部門「優秀賞」受賞。

## 放送内容
第1回　2023年1月10日 24:35 - 25:05
- 織田信長（呂布カルマ）

- 清少納言（新井恵理那）

第2回　2023年1月17日 25:35 - 26:05
- 徳川綱吉（片桐仁）

- 聖武天皇（勝村政信）

第3回　2023年1月24日 25:25 - 25:55
- 土方歳三（武田真治）
- 北条政子（三石琴乃）

第4回　2023年1月31日 25:25 - 25:55
- 豊臣秀吉（八嶋智人）
- 紫式部（蛙亭イワクラ）

第5回　2023年2月7日 25:35 - 26:05
- 出雲阿国（土屋アンナ）
- 藤原不比等（小手伸也）

第6回　2023年2月14日 25:25 - 25:55
- 徳川家康（田中直樹）

- 徳川家光（津田健次郎）